# 土橋真二郎
土橋 真二郎（どばし しんじろう）は、日本の小説家・ライトノベル作家である。水瓶座のB型。
東京都調布市出身。調布市立調布中学校。東京都立三鷹高等学校。
第13回電撃ゲーム小説大賞金賞を受賞し、受賞作の『扉の外』（受賞時のタイトルは『もしも人工知能が世界を支配していた場合のシミュレーションケース1』）でデビュー。
『生贄のジレンマ』は金子修介監督のもと実写映画化している。

## 作品リスト

### 電撃文庫
- 扉の外（全3巻、イラスト：白身魚）
  1. 2007年2月25日発行、ISBN 978-4-8402-3717-8
  2. 2007年5月25日発行、ISBN 978-4-8402-3849-6
  3. 2007年9月25日発行、ISBN 978-4-8402-3980-6
- ツァラトゥストラへの階段（全3巻、イラスト：白身魚）
  1. 2007年11月25日発行、ISBN 978-4-8402-4072-7
  2. 2008年2月10日発行、ISBN 978-4-8402-4171-7
  3. 2008年9月10日発行、ISBN 978-4-0486-7223-8
- ラプンツェルの翼（全4巻、イラスト：植田亮）
  1. 2009年2月10日発行、ISBN 978-4-0486-7527-7
  2. 2009年5月10日発行、ISBN 978-4-0486-7817-9
  3. 2009年9月10日発行、ISBN 978-4-0486-8018-9
  4. 2010年2月10日発行、ISBN 978-4-0486-8330-2
- アトリウムの恋人（全3巻、イラスト：植田亮）
  1. 2011年5月10日発行、ISBN 978-4-04-870543-1
  2. 2011年9月10日発行、ISBN 978-4-04-870811-1
  3. 2012年2月10日発行、ISBN 978-4-04-886345-2
- 楽園島からの脱出（全2巻、イラスト：ふゆの春秋）
  1. 2012年5月10日発行、ISBN 978-4-04-886597-5
  2. 2012年8月10日発行、ISBN 978-4-04-886809-9
- OP-TICKET GAME（全2巻、イラスト：植田亮）
  1. 2013年4月10日発行、ISBN 978-4-04-891531-1
  2. 2014年2月8日発行、ISBN 978-4-04-866354-0
- コロシアム（全3巻、イラスト：白身魚）
  1. 2015年4月10日発行、ISBN 978-4-04-865054-0
  2. 2015年10月10日発行、ISBN 978-4-04-865445-6
  3. 2016年2月10日発行、ISBN 978-4-04-865754-9
- 女の子が完全なる恋愛にときめかない3つの理由（イラスト：白身魚）
  - 2016年7月9日発行、ISBN 978-4-04-892186-2
- このセカイで私だけが歌ってる（イラスト：白身魚）
  - 2016年12月10日発行、ISBN 978-4-04-892468-9
- 処刑タロット（イラスト：植田亮）
  1. 2017年11月10日発行、ISBN 978-4-04-893462-6
  2. 2018年5月10日発行、ISBN 978-4-04-893795-5
- バーチャル人狼ゲーム 今夜僕は君を吊る（イラスト：望月けい）
  1. 2018年11月10日発行、ISBN 978-4-04-912161-2
- 女神なアパート管理人さんと始める異世界勇者計画（イラスト：希望つばめ）
  1. 2019年8月10日発行、ISBN 978-4-04-912673-0
  2. 2020年1月10日発行、ISBN 978-4-04-912955-7
- 魔法少女ダービー（イラスト：加川壱互）
  1. 2021年12月10日発行、ISBN 978-4-04-913785-9
  2. 2022年4月8日発行、ISBN 978-4-04-914349-2

### メディアワークス文庫
- 殺戮ゲームの館
  1. 2010年3月25日発行、ISBN 978-4-0486-8468-2（上）
  2. 2010年3月25日発行、ISBN 978-4-0486-8469-9（下）
- 生贄のジレンマ
  1. 2010年9月25日発行、ISBN 978-4-0486-8932-8（上）
  2. 2010年10月23日発行、ISBN 978-4-0486-8933-5（中）
  3. 2010年12月25日発行、ISBN 978-4-0486-8934-2（下）
- 演じられたタイムトラベル
  - 2012年11月22日発行、ISBN 978-4-04-891207-5
- 人質のジレンマ
  1. 2013年6月25日発行、ISBN 978-4-04-891811-4（上）
  2. 2013年8月24日発行、ISBN 978-4-04-891997-5（下）
- FAKE OF THE DEAD
  - 2014年9月25日発行、ISBN 978-4-04-866940-5
- AIに負けた夏
  - 2017年7月25日発行、ISBN 978-4-04-892962-2

### MF文庫J
- アンチスキル・ゲーミフィケーション 不機嫌なエルフに捧げる異世界攻略サイト（イラスト：天川さっこ）
  1. 2016年11月25日発売、ISBN 978-4-04-068755-1
  2. 2017年3月25日発売、ISBN 978-4-04-069147-3
- 普通に生きるのって意外と難しくないですか？（イラスト：しめじ）
  - 2018年1月25日発売、ISBN 978-4-04-069461-0

### 富士見ファンタジア文庫
- RE;SET>学園シミュレーション 1万4327度目のボクは、1度目のキミに恋をする。（イラスト：竹岡美穂）
  - 2017年3月18日発売、ISBN 978-4-04-072268-9

### 集英社みらい文庫
- 無限×悪夢 午後3時33分のタイムループ地獄（イラスト：岩本ゼロゴ）
  - 2019年11月22日発売、ISBN 978-4-08-321542-1
- 蟲神器 オリジナルノベル 大逆転!カードバトル（イラスト：トリル）
  - 2024年7月19日発売、ISBN 978-4-08-321860-6

### ムゲンライトノベルス
- その異世界ハーレムは制約つき。〜自慰行為を禁止された童貞勇者のスローライフ〜（イラスト：pupps）
  - 2022年12月21日発売、ISBN 978-4-43-431244-1
  - 2023年9月27日発売、ISBN 978-4-43-432593-9